# Rio Agăș
O Rio Agăş é um rio da Romênia afluente do rio Trotuş, localizado no distrito de Bacău.